# Fågelåstjärnen, Dalarna
Fågelåstjärnen är en sjö i Älvdalens kommun i Dalarna och ingår i Dalälvens huvudavrinningsområde.